# Ignaz von Mitis

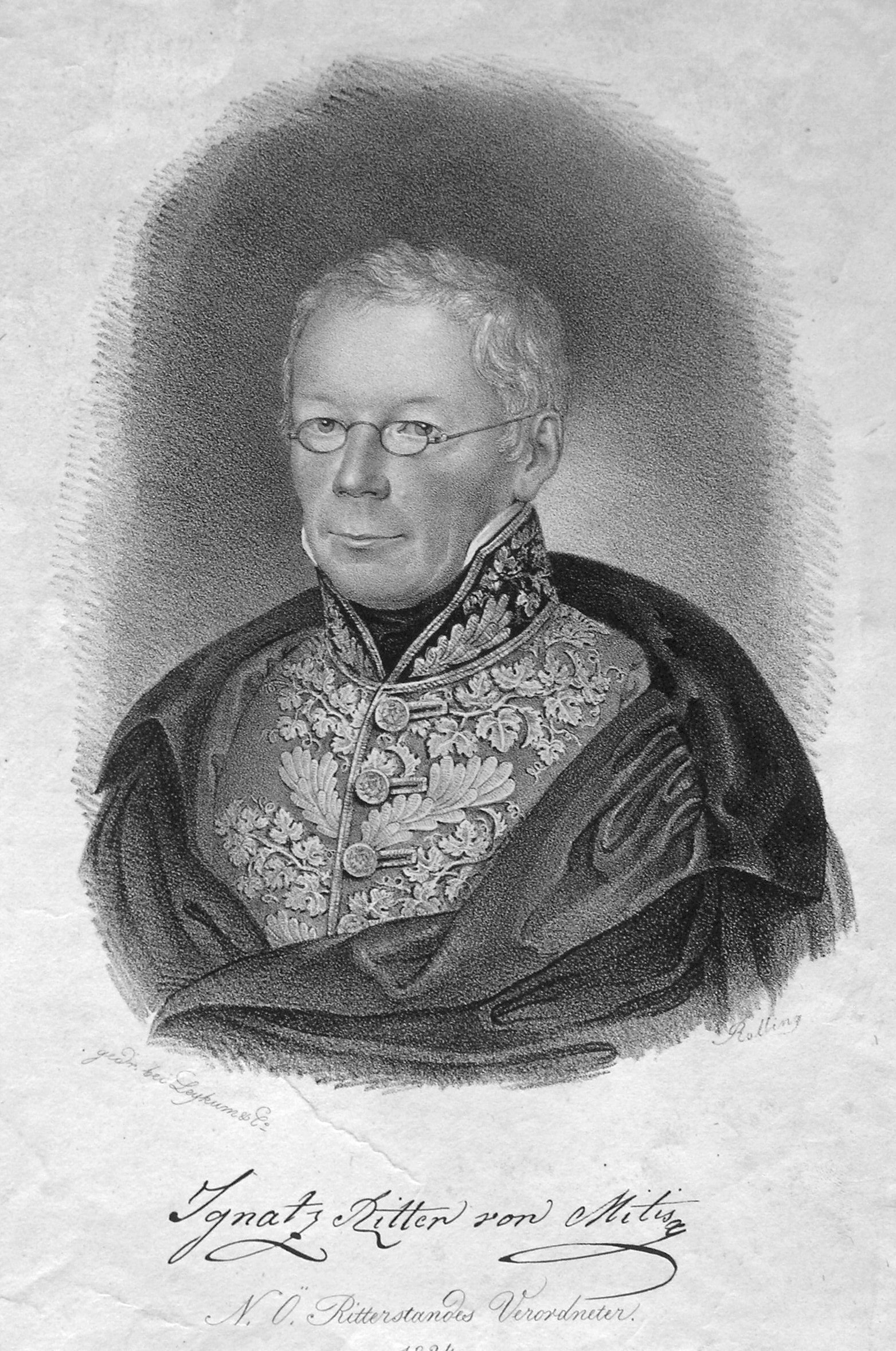
Ignaz Edler von Mitis, Lithographie von Roller, 1832

Ignaz Edler von Mitis (* 4. Mai 1771 in Wien; † 4. September 1842 in Baden bei Wien) war ein österreichischer Techniker und Chemiker.

## Leben
Ignaz Mitis war Sohn des Hofrates Ferdinand Georg von Mitis (1742–1812) und dessen Ehefrau Franziska Kaschnitz von Weinberg (1751–1815). 
Er besuchte u. a. das Theresianum und trat 1793 in den Staatsdienst ein. In den folgenden Jahren verließ er diesen und widmete sich dem Studium der Chemie. Mit seinem Vater gründete er in Kirchberg am Wechsel eine sehr erfolgreiche chemische Fabrik. Hier wurde neben anderen Produkten auch das sogenannte „Mitis Grün“ hergestellt. Dabei handelt es sich um ein Kupfer(II)-arsenit-acetat, das auch als „Schweinfurter Grün“ oder „Pariser  Grün“ gehandelt und von Mitis 1805 entdeckt worden war. Nach dem Tode seines Vaters führte er die Firma bis 1818 weiter. Nun übernahm er die Leitung sämtlicher Fabriken und Bergwerke des Theodor Graf Batthyány in Ungarn, Steiermark und Kärnten. 1823 gründete er eine Aktiengesellschaft zur Errichtung der ersten Kettenbrücke in Wien, der Sophienbrücke (heute Rotundenbrücke) über die Donau (heutiger Donaukanal) und war auch an der Bauleitung beteiligt. Die Sophienbrücke, ein Steg für Reiter und Fußgänger, war mit schmiedeeisernen Ketten ausgestattet. 1828 unternahm er den Bau einer zweiten Kettenbrücke nach eigenen Plänen (Carls-Kettensteg, ebenfalls über den heutigen Donaukanal). Diese Brücke war die erste Stahlkettenbrücke in Wien.
1829 beteiligte sich Mitis an der Pferde-Eisenbahn zwischen Linz und Budweis, der ersten in Österreich. 1830 legte er, nach der Wahl zum Verordneten der niederösterreichischen Stände, die Direktion dieser Bahnlinie nieder, um sich ganz seiner neuen Aufgabe zu widmen. Im Jahr 1896 wurde in Wien-Penzing (14. Bezirk) die Mitisgasse nach ihm benannt.
Mitis heiratete 1799 Barbara von Fillenbaum. Das Paar hatte zwei Söhne und eine Tochter.

## Schriften
- Die Sophienbrücke oder beschreibende Vorstellung der ersten Kettenbrücke in Wien. Wien 1826 und 1830.
- Handbuch der populären Mechanik. Wien 1828.
- Die Carlsbrücke oder Beschreibung der ersten Stahlkettenbrücke in Wien, nebst umständlicher Darstellung aller dieser Anwendung des Stahls vorausgehenden Versuche über dessen Elastizität und Stärke. Wien 1829.